# Pavetta gorontalensis
Pavetta gorontalensis är en måreväxtart som beskrevs av Cornelis Eliza Bertus Bremekamp. Pavetta gorontalensis ingår i släktet Pavetta och familjen måreväxter. Inga underarter finns listade i Catalogue of Life.